# Doke Schmidt
Doke Schmidt (Heerenveen, 7 aprile 1992) è un calciatore olandese, difensore svincolato.

## Carriera

### Club
Dal 2011 al 2013 ha giocato 40 partite nella prima divisione olandese con l'Heerenveen; dall'estate del 2013 è in prestito al Go Ahead Eagles, squadra neopromossa in Eredivisie; terminato il prestito (durante il quale ha totalizzato complessivamente 27 presenze e 2 reti in incontri di campionato) fa ritorno all'Heerenveen, con cui nell'arco di ulteriori cinque stagioni consecutive disputa 57 partite (con anche una rete segnata) sempre nella prima divisione olandese. Scende poi in seconda divisione al Cambuur, vincendola nella stagione 2020-2021 e giocando così nuovamente in prima divisione dal 2021 al 2023, per un totale di ulteriori 55 presenze in questa categoria. Scende poi nuovamente in seconda divisione all'Helmond Sport, club con il quale trascorre la stagione 2023-2024 restando poi svincolato.

### Nazionale
Ha giocato una partita amichevole con la nazionale Under-20 olandese.

## Palmarès

### Club

#### Competizioni nazionali
- Eerste Divisie: 1

Cambuur: 2020-2021